# The Congress
The Congress è un film del 2013 diretto da Ari Folman, basato sul romanzo di Stanisław Lem Il congresso di futurologia.
Girato in tecnica mista, live action e animazione in rotoscope, il film ha per protagonista Robin Wright, che interpreta una versione fittizia di se stessa.

## Trama
L'attrice Robin Wright ha ormai la carriera in declino per via della sua personalità inaffidabile e volubile. Suo figlio, Aaron, soffre della sindrome di Usher, che gli sta lentamente distruggendo la vista e l'udito. Con l'aiuto del dottor Barker, Robin riesce a malapena a evitare i peggiori effetti della malattia di suo figlio. Robin accetta di vendere i diritti cinematografici sulla sua immagine ai Miramount Studios in cambio di una notevole somma di denaro e la promessa di non recitare mai più. Dopo che il suo corpo è stato scansionato digitalmente, lo studio sarà in grado di realizzare film che la vedranno, usando solo personaggi generati al computer.
Venti anni dopo, la copia digitalizzata di Robin è la protagonista della fortunata serie cinematografica di Rebel Robot Robin e il contratto della Miramount di usarla sta per scadere. La vera Robin si reca nel fittizio Stato dell'Abrahama per partecipare come ospite d'onore al "Futurist Congress" che avrà luogo all'hotel della Miramount. Alla dogana per entrare nell'Abrahama, Robin viene fermata da una guardia che, dopo aver controllato la sua identità, la obbliga ad inalare il contenuto di una fiala contenente uno strano liquido chimico prima di proseguire.
Dopo averlo fatto, il desertico paesaggio dell'Abrahama si trasforma in una fantastica allucinazione collettiva in cui tutte le persone, Robin compresa, diventano cartoni animati capaci di cambiare aspetto inalando altre fiale chimiche.
Arrivata al Miramount Abrahama Hotel, Robin rifiuta di cedere completamente all'azienda i diritti della sua immagine sotto forma di composto chimico, che permette a chiunque l'assuma di alterare la percezione della realtà e diventare ciò che vuole, compresa lei stessa. Invitata come ospite al palco del congresso, Robin lancia una feroce invettiva contro il nuovo prodotto dell'azienda. Poco dopo, l'hotel viene attaccato dai ribelli oppositori di questa nuova tecnologia chimica. Nella confusione che si crea, Robin viene portata in salvo da Dylan, l'avatar di un uomo che ha lavorato sull'animazione della copia digitale di Robin. Tuttavia la polizia privata della Miramount cattura Robin e la giustizia. La morte si rivela un'allucinazione di Robin, che si ritrova in una clinica in cui le viene diagnosticata una forte intossicazione da composti sintetici; di conseguenza viene ibernata finché non verrà trovata una cura.
Robin si risveglia dall'animazione sospesa dopo un periodo di tempo imprecisato, ritrovandosi ancora nel mondo animato, e viene visitata da Dylan, il quale spiega che mentre era ibernata, ha tentato di raggiungere Aaron, ma non ne ha trovato traccia. Desiderosa di raggiungere suo figlio, Robin segue Dylan e durante il cammino apprende che grazie alla chimica, il mondo è diventato un'utopia in cui tutte le persone animate possono vivere in pace assumendo la forma che li rende più felici. Robin desidera cercare Aaron nella realtà. Per permetterle di raggiungerla, Dylan le consegna una pillola che la Miramount gli ha donato per i suoi servigi, ma afferma che le sarà impossibile tornare indietro e supplica Robin di non trovare il suo alter-ego reale, rivelandole di averla sempre amata, sia quando animava la sua copia digitale per vent'anni nei film della Miramount, che durante gli altri vent'anni mentre giaceva ibernata. Robin inghiotte la capsula e lo bacia.
Robin si ritrova in una devastata realtà postapocalittica in cui le persone sono sperdute e drogate, mentre coloro che possono tener testa a questa verità vivono su dei dirigibili. In uno di questi, Robin ritrova il dottor Barker, il quale spiega che il mondo non è troppo diverso dal passato, in quanto le droghe allucinogene che trasportano le persone che rifiutano di affrontare la realtà nel mondo animato sono come dei farmaci antidepressivi. Quando Robin gli chiede di Aaron, Barker le rivela che lui l'ha attesa per tutti quegli anni, ma le sue condizioni di salute sono peggiorate al tal punto che ha scelto di assumere le droghe e lasciarsi andare nel mondo animato sei mesi prima per non restare solo e misero. Robin ha la possibilità di drogarsi e tornare nel mondo animato, ma non sarebbe lo stesso che ha lasciato, in quanto il mondo allucinogeno varia da persona a persona, quindi non può trovare il vero Aaron o ricongiungersi con Dylan.
Robin decide di tornare nel mondo animato assumendo una fiala. In una sequenza in prima persona, Robin vive i ricordi della vita di suo figlio, la sua nascita, vedere la propria madre per la prima volta, guardarla recitare, la visita dal dottor Barker, la partenza della madre per il congresso, visitarla da adulto mentre è ibernata, e infine l'assunzione della droga. Robin, che ha lo stesso aspetto di Aaron, lo scopre nel mezzo di un deserto animato. Non è dato sapere tuttavia se tale incontro sia vero o solo il frutto del desiderio di Robin.

## Distribuzione
Il film viene presentato in anteprima alla 66ª edizione del Festival di Cannes il 16 maggio 2013, come film d'apertura della Quinzaine des réalisateurs. Successivamente verrà distribuito nelle sale cinematografiche francesi il 3 luglio 2013 ed in quelle italiane il 12 giugno 2014.